# Mario Nelson Galán Durán
Mario Nelson Galán Durán (Concepción de La Vega, 21 de septiembre de 1946 - Los Mogotes, Villa Altagracia, 22 de marzo de 1973) fue un héroe dominicano conocido por ser combatiente en la Guerrilla de "Playa Caracoles" bajo las órdenes del comandante Francisco Alberto Caamaño Deñó. Fue un revolucionario dominicano formado en las filas del Movimiento Revolucionario 14 de Junio (1J4), agrupación formada por el doctor Manuel Aurelio Tavárez Justo (Manolo) para luchar contra la tiranía de Rafael Leónidas Trujillo Molina.

## Reseña biográfica

### Nacimiento e infancia
Fueron sus padres, Francisco Antonio Galán y Concepción, comerciante, y Brunilda Antonia Durán y Durán, maestra -nominada al Premio APEC al Magisterio-1986-; siendo el mayor de cinco hijos de este matrimonio, y el octavo hijo de Francisco Galán, quien tenía siete hijos de su primer matrimonio, los Galán-Castillo.

### Comienzos
A los 16 años participaba de manera regular en un programa de orientación política, a través de una emisora de su ciudad natal, Concepción de La Vega; así como también en actividades y movilizaciones políticas, dentro de las luchas por la democracia que se desarrollaban en el país, a consecuencia del derrocamiento del gobierno constitucional del profesor Juan Bosch. Combatió en la Revolución de abril de 1965, en un comando que operó en la calle Arzobispo Portes.

## Vida personal y política
Era el mayor de cinco hermanos de la Familia Galán-Durán, tenía además siete hermanos, los Galán Castillo, del primer matrimonio de su padre. Cursó el bachillerato en el Liceo "Don Pepe Álvarez" de La Vega, obteniendo su título de bachiller a los 16 años de edad. Parte de sus estudios primarios los realizó en Jarabacoa. Fue estudiante sobresaliente que logró dos reconocimientos de la Secretaría de Estado de Educación, Bellas Artes y Culto.
Desde su adolescencia, Mario Nelson Galán Durán, proveniente de una familia de luchadores por la democracia dominicana, fue formado en el seno del Movimiento Revolucionario 14 de Junio-Filial La Vega, agrupación política formada por el doctor Manolo Tavárez Justo, quien fuera muy cercano a sus hermanos mayores, los Galán-Castillo, en su mayoría militantes activos del "1J4", de manera destacada la doctora Miguelina Galán Castillo. 
Además de su participación en programas de radio de orientación política en Concepción de La Vega, también formó parte de diversas movilizaciones y actividades de organización política, por lo que sufrió persecución y prisión.
En el año de 1963 ingresó a la Facultad de Medicina de la Universidad de Santo Domingo. Al estallar la Revolución de abril de 1965 se integró a la lucha por la restitución del gobierno constitucional del profesor Juan Bosch. Finalizada la Revolución Constitucionalista, continuó en el trabajo político de su partido "1J4". Más tarde retornó a Concepción de La Vega y posteriormente a Jarabacoa, donde realizó diversas actividades, tales como profesor en la Escuela de la Sección de Buena Vista; y como estudiante de medicina, se desempeñó como asistente médico voluntario en el Hospital Municipal de Jarabacoa. Estas actividades las compartió con el trabajo político clandestino, sobre todo en las zonas rurales de Jarabacoa y la Vega, hasta donde llegaba con distintos disfraces, incluyendo el de zapatero con el cual fue apresado en una ocasión.
En 1966, llegó al poder Joaquín Balaguer mediante unas elecciones cuestionadas como fraudulentas, dando inicio a un régimen de doce años calificado como Neo-trujillista, el cual llevó a cabo la persecución de los movimientos y partidos políticos que habían participado en la Revolución Constitucionalista de abril de 1965. Balaguer había sido el último presidente títere de Rafael Leónidas Trujillo. En este marco, Mario Nelson Galán inició su exilio voluntario en 1967, trasladándose primero al continente europeo, más tarde se radica en Cuba, integrado al grupo liderado por el coronel Francisco Alberto Caamaño, héroe nacional y líder de la Revolución Constitucionalista de abril de 1965, que enfrentó la invasión norteamericana.
En Cuba se entrenó política y militarmente. Utilizando el seudónimo de Juan, desembarca en Playa Caracoles, provincia de Azua, en febrero de 1973 junto a siete compañeros más, bajo el mando del coronel Caamaño Deñó, para luchar contra el régimen neo-trujillista de Joaquín Balaguer. Mario Nelson llegó a ser hombre de absoluta confianza del coronel Caamaño, siendo su tercer hombre en la línea de mando. Fue emboscado y cayó abatido por las fuerzas militares el 22 de marzo de 1973 en Los Mogotes, Villa Altagracia, siendo el último comandante de la Guerrilla de Playa Caracoles.
El 14 de junio de 1987, los restos de Mario Nelson Galán Durán, rescatados por su compañero de lucha, Claudio Caamaño Grullón, fueron llevados a la ciudad de Jarabacoa, ciudad natal de su madre, donde reposan en el cementerio municipal.

## Premios y reconocimientos
Jarabacoa, municipio natal de su madre, Brunilda Durán y Durán, maestra nominada al Premio APEC al Magisterio en 1986, entre otros reconocimientos, quien gozó de gran respeto en su comunidad, y miembro de una familia que ya en el siglo XIX, produjo también al héroe de la Restauración de la República, general José Durán, reconoció a Mario Nelson Galán Durán como Hijo de esa comunidad y Héroe Nacional. El 22 de marzo de 1991, por resolución del Honorable Ayuntamiento Municipal de Jarabacoa fue develada en su honor una tarja de recordación eterna en el Parque Duarte de esa ciudad y le fue dado su nombre a una de las calles principales del municipio.
En septiembre del 2008, el Comité organizador de los Festejos por el 150 Aniversario de la Fundación de Jarabacoa reconoció In Memoriam a Mario Nelson Galán Durán, así como también a su madre Brunilda Antonia Durán y Durán por sus aportes al desarrollo del municipio, en cuyo nombre también se rotuló una calle años más tarde.
Reconocimientos recientes:
En noviembre de 2023, el Archivo General de la Nación dedicó la X Feria del Libro de Historia Dominicana a Mario Nelson Galán Durán y a sus compañeros de la expedición de Playa Caracoles, en honor a su lucha revolucionaria.
En febrero de 2024, durante un acto encabezado por el presidente Luis Abinader y el rector de la Universidad Autónoma de Santo Domingo (UASD), maestro Editrudis Beltrán, se inauguró el Liceo Experimental UASD "Mario Nelson Galán Durán." Este centro educativo, ubicado en Buena Vista, Jarabacoa, tiene capacidad para formar a más de 500 estudiantes, perpetuando su legado de compromiso con la educación y el progreso social.